# Чередниченко, Евгений Трофимович
Евгений Трофимович Чередниченко — советский хозяйственный, государственный и политический деятель.

## Биография
Родился в 1912 году в Екатеринодаре.
Трудовую деятельность начал в семнадцатилетнем возрасте слесарем.
Член ВКП(б) с 1931 года.
В 1938 году окончил Ленинградский институт инженеров железнодорожного транспорта.
В 1938—1940 годах — в Политическом управлении Белорусской железной дороги.
В 1940—1941 годах — слушатель Высшей партийной школы при ЦК ВКП(б).
В 1941—1943 годах — в Политическом управлении железной дороги имени Кагановича Свердловской области: заместитель начальника политического отдела по пропаганде и агитации.
В 1943—1944 годах — слушатель Высшей партийной школы при ЦК ВКП(б).
В 1944—1947 годах — заместитель секретаря Свердловского областного комитета ВКП(б) по железнодорожному транспорту.
В 1947—1948 годах — инспектор Управления кадров ЦК ВКП(б).
В 1948—1951 годах — 1-й заместитель начальника Политического управления Министерства путей сообщения СССР.
В мае 1951 — январе 1970 года — председатель ЦК профсоюза рабочих железнодорожного транспорта.
В январе 1970—1975 года — секретарь Всемирной федерации профсоюзов.
С 1975 года — персональный пенсионер союзного значения.
В 1975 — 16 октября 1986 года — консультант Международного отдела Всесоюзного центрального совета профессиональных союзов (ВЦСПС).
Делегат XXII, XXIII и XXIV съездов КПСС.

## Награды
- Орден Трудового Красного Знамени (четырежды)
- Орден «Знак Почёта» (27.04.1957 — «за успехи, достигнутые в деле развития массового физкультурного движения в стране, повышения мастерства советских спортсменов, и успешное выступление на международных соревнованиях»; …; …)

## Отзывы
Согласно Борису Ивановичу Чехонину

Евгений Трофимович успел к тому времени <моменту назначения на пост секретаря Всемирной федерации профсоюзов> побывать в целом ряде стран и вернуться оттуда с солидным багажом достижений. Он показал себя мастером переговорных процессов, умным тактиком, эрудированным человеком не только в профсоюзных вопросах. И ещё одно его редкое по тем временам достоинство — равнодушие к приобретательству и валюте.